# Polaskia chende
Polaskia chende là một loài thực vật có hoa trong họ Cactaceae. Loài này được Gibson & Horak miêu tả khoa học đầu tiên.

## Hình ảnh

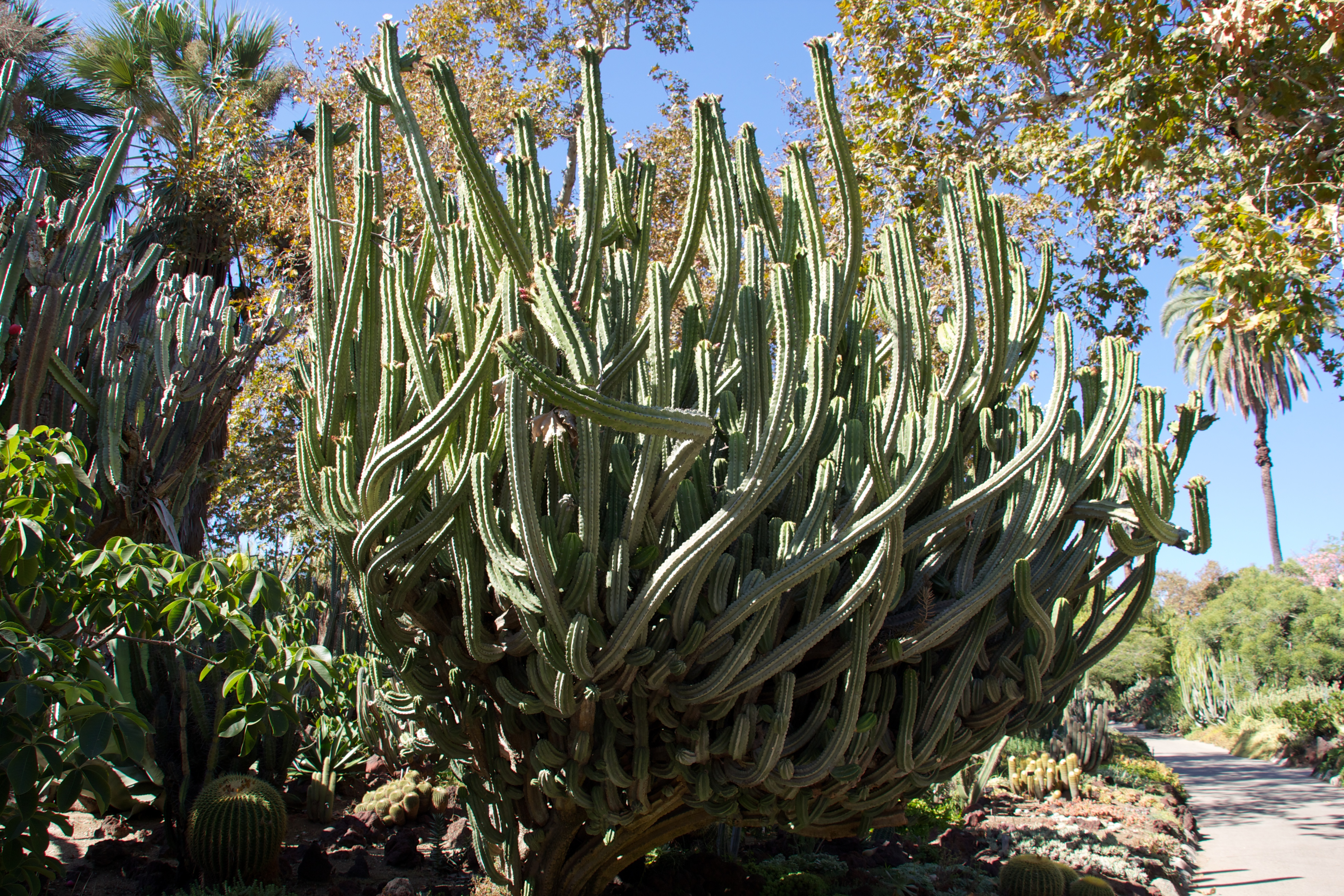
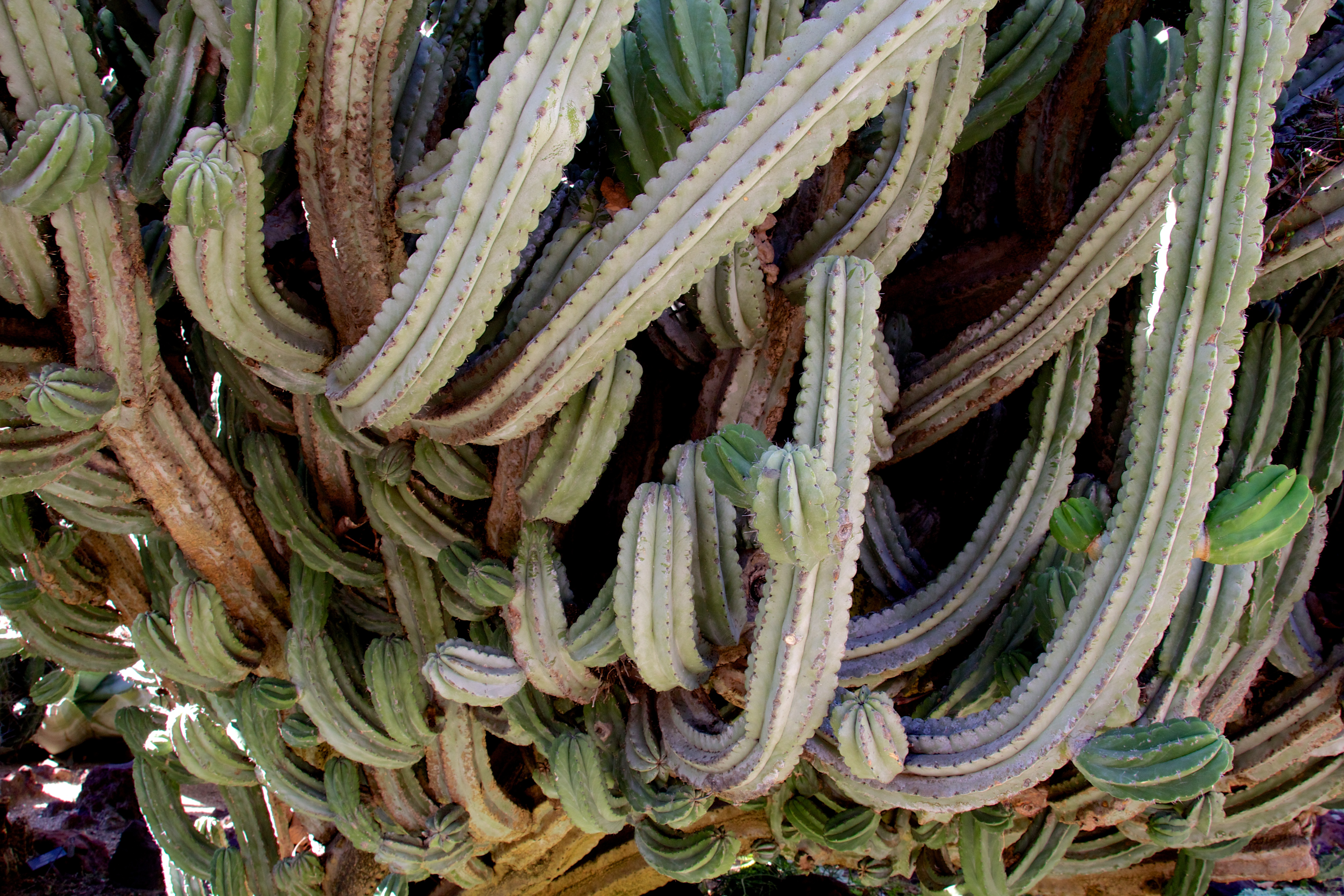
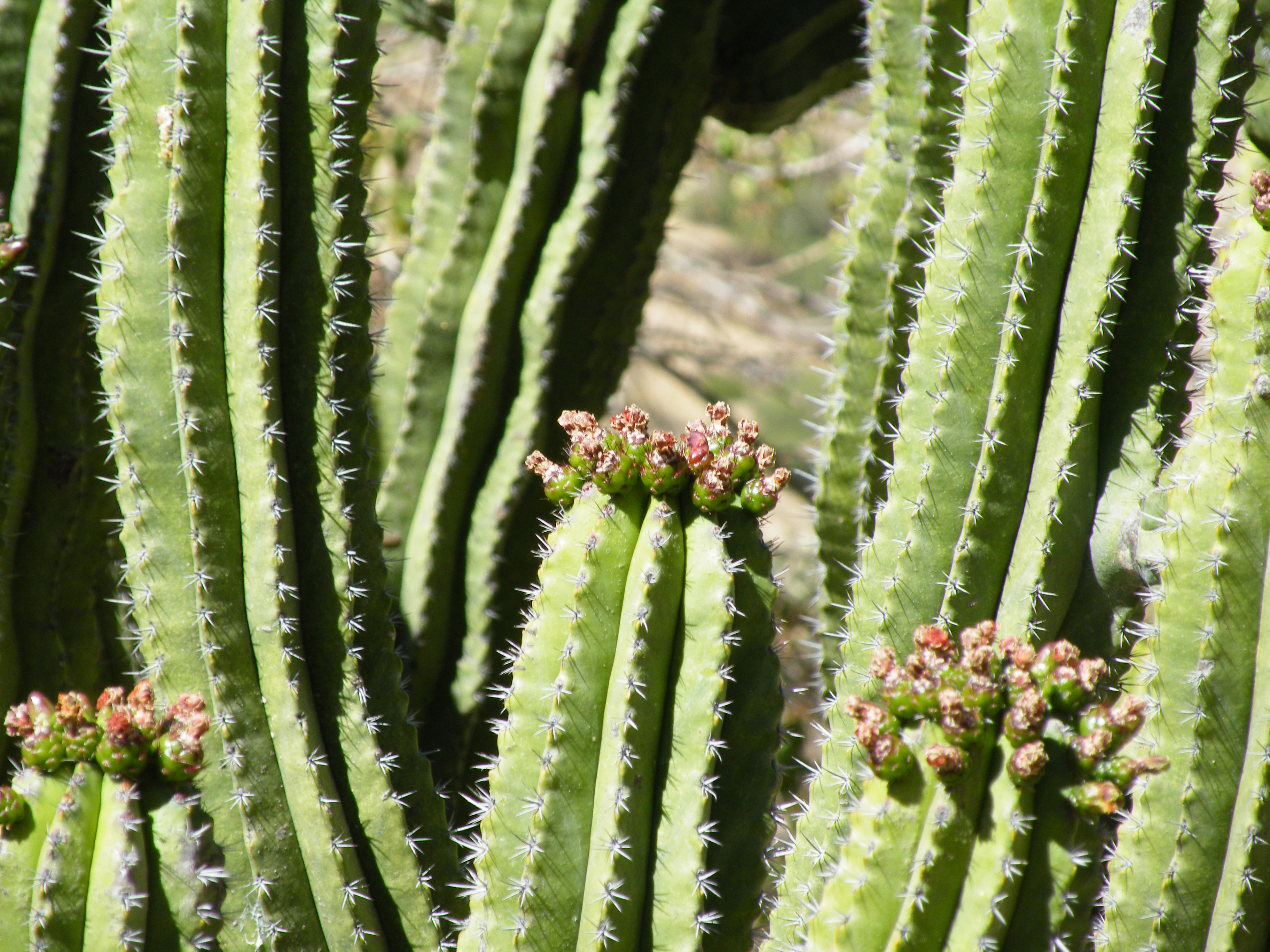